# Пембрук
Вижте пояснителната страница за други значения на Пембрук.
Пѐмбрук (на английски: Pembroke; на уелски: Penfro, Пенвро̀) е град в Югозападен Уелс, графство Пембрукшър. Разположен е около река Пембрук на около 150 km на северозапад от столицата Кардиф. На около 20 km на север от Пембрук се намира главният административен център на графството Хавърфордуест. На 1 km от западната част на града започва град Пембрук Док. Основан е през 1090 г. Архитектурна забележителност на града е замъка Пембрук Касъл. Има жп гара. Населението му е 7214 жители според данни от преброяването през 2001 г.

## Побратимени градове
- Берген, Германия
- Пембрук, Малта